# Natalya Lisovskaya
Natalya Lisovskaya ou Natalia Lissovskaïa,,,, de son nom russe : Наталья Лисовская, née le 16 juillet 1962 à Alegazy (en Bachkirie), est une athlète russe ayant concouru sous les couleurs de l'Union soviétique dans les années 1980 et 1990, devenue française depuis la fin de sa période compétitive. Championne du monde en 1987, et championne olympique en 1988, elle est l'actuelle détentrice du record du monde du lancer du poids grâce à un jet à 22,63 mètres établi le 7 juin 1987 à Moscou.

## Carrière
Elle détient le record du monde du lancer de poids féminin. Son mari Youri Sedykh détient lui le record du monde du lancer de marteau et leur fille Alexia Sedykh est championne olympique de la jeunesse au lancer de marteau. Ils vivent dans la région parisienne depuis le début des années 1990 où Youri Sedykh est devenu professeur de sport au Pôle Léonard de Vinci. En 2013, elle est intronisée au Panthéon de l'athlétisme de l'IAAF en même temps que son mari Youri Sedykh.

## Palmarès

### Jeux olympiques
- Jeux olympiques d'été de 1988 à Séoul :
  -  Médaille d'or au lancer du poids

### Championnats du monde
- Championnats du monde d'athlétisme de 1987 à Rome :
  -  Médaille d'or au lancer du poids[4]
- Championnats du monde d'athlétisme de 1991 à Tokyo :
  -  Médaille d'argent au lancer du poids

### Championnats d'Europe
- Championnats d'Europe d'athlétisme de 1990 à Split :
  -  Médaille d'argent au lancer du poids

### Goodwill Games
- Goodwill Games de 1986
  -  Médaille d'or au lancer du poids